# The Woman I Love
The Woman I Love is een Amerikaanse dramafilm uit 1937 onder regie van Anatole Litvak. Destijds werd de film uitgebracht als Zijn laatste vlucht.

## Verhaal
Luitenant Claude Maury is piloot tijdens de Eerste Wereldoorlog. Hij is een uiterst kundig vliegenier, maar hij heeft moeilijkheden om normaal om te gaan met collega's en ondergeschikten. Zijn vrouw Denise houdt van hem, maar ze gaat niettemin vreemd met de knappe piloot Jean. Die driehoeksverhouding wordt uiteindelijk uitgevochten in de lucht.

## Rolverdeling
| Acteur            | Personage                 |
| ----------------- | ------------------------- |
| Paul Muni         | Luitenant Claude Maury    |
| Miriam Hopkins    | Helene Maury              |
| Louis Hayward     | Luitenant Jean Herbillion |
| Colin Clive       | Kapitein Thelis           |
| Minor Watson      | Deschamps                 |
| Elisabeth Risdon  | Mevrouw Herbillion        |
| Paul Guilfoyle    | Bertier                   |
| Wally Albright    | Georges                   |
| Mady Christians   | Florence                  |
| Alec Craig        | Dokter                    |
| Owen Davis jr.    | Mezziores                 |
| Sterling Holloway | Duprez                    |
| Vince Barnett     | Mathieu                   |
| Adrian Morris     | Marbot                    |
| Don Barry         | Michel                    |